# Csokvaomány
Csokvaomány es un pueblo ubicado en el distrito de Ózd, condado de Borsod-Abaúj-Zemplén, Hungría.

## Superficie
Posee una superficie de 15,0 kilómetros cuadrados.

## Demografía
Hasta 2022 la población era de 734 habitantes, con una densidad de población de 48,93 habitantes por kilómetro cuadrado.